# Dmitrij Vasil'ev (sciatore 1962)
Dmitrij Vladimirovič Vasil'ev (in russo Дмитрий Владимирович Васильев?; Leningrado, 8 dicembre 1962) è un ex biatleta e sciatore di pattuglia militare sovietico, vincitore di varie medaglie olimpiche e iridate.

## Biografia

### Carriera da atleta
In carriera prese parte a due edizioni dei Giochi olimpici invernali, Sarajevo 1984 (32° nell'individuale, 1° nella staffetta) e Calgary 1988 (9° nella sprint, 1° nella staffetta), e a due dei Campionati mondiali, vincendo due medaglie.

### Carriera da dirigente
Dopo il ritiro divenne membro del direttivo della Federazione di biathlon della Russia.

## Palmarès

### Olimpiadi
- 2 medaglie:
  - 2 ori (staffetta a Sarajevo 1984; staffetta a Calgary 1988)

### Mondiali
- 2 medaglie:
  - 1 oro (staffetta a Falun/Oslo 1986)
  - 1 argento (staffetta a Lahti/Lake Placid 1987)

### Coppa del Mondo
- 5 podi (4 individuali, 1 a squadre[2]):
  - 3 secondi posti (2 individuali, 1 a squadre)
  - 2 terzi posti (individuali)

### Campionati sovietici
- 3 ori (sprint nel 1984; sprint nel 1986; pattuglia militare 25 km nel 1987)[1]